# Hala Elkoussy

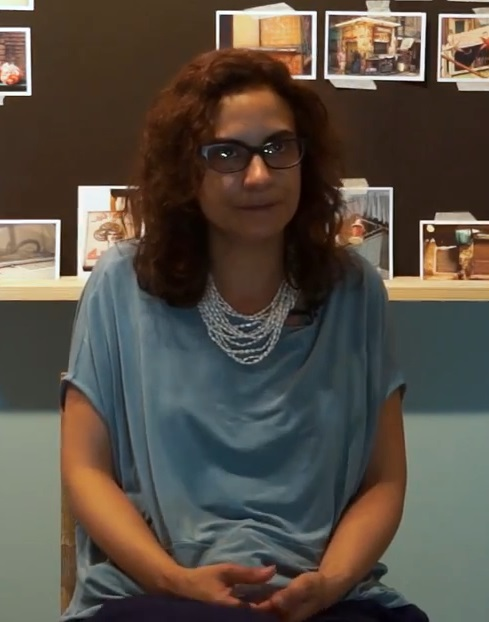
Hala Elkoussy

Hala Elkoussy (nascida em 1974) é uma artista e directora de cinema egípcia.
Elkoussy nasceu no Cairo em 1974.
Ela recebeu o Abraaj Capital Art Prize no Dubai em 2010. O seu primeiro filme, Cactus Flower, foi lançado em 2017.
O seu trabalho encontra-se na colecção do Tate Museum, de Londres, e do Art Jameel, na Arábia Saudita.